# Vetle Vinje
Vetle Vinje (ur. 14 marca 1962 w Oslo) – norweski wioślarz. Srebrny medalista olimpijski z Seulu.
Zawody w 1988 były jego drugimi igrzyskami olimpijskimi, brał udział w IO 84. W Seulu medal zdobył w czwórce podwójnej. Osadę tworzyli ponadto Alf Hansen, Rolf Thorsen i Lars Bjønness. Brał udział w kilku edycjach mistrzostw świata, w czwórce podwójnej był w 1987 wicemistrzem globu.